# Obława
Obława, es una película polaca estrenada el 19 de octubre de 2012 dirigida por Marcina Krzyształowicza.
A finales de otoño de 1943, el oficial Wydra Otter, un partidario de Polonia, atrapa a un informante de un pueblo cercano, sin embargo mientras se encuentra de camino a su unidad en el bosque, descubrirá varios sucesos. 

## Historia
Es finales de otoño de 1943 y un pequeño equipo de sabotaje de la resistencia ha montado su unidad en el bosque en la espera de la siguiente llamada que los ponga en acción, sin embargo pronto el equipo comienza a sufrir de enfermedades, frío y hambre. Su tarea es coordinar las acciones militares más difíciles, en particular los asesinatos de nazis y sus simpatizantes.

## Reparto

### Personajes Principales
- Marcin Dorocinski como el corporal Cpl. Wydra Otter, un oficial polaco cuya unidad se encuentra ubicada en el bosque.
- Weronika Rosati como la enfermera Pestka, quien se encuentra atendiendo a los soldados polacos ubicados en el bosque.
- Maciej Stuhr como Henryk Kondolewicz, un amigo de Wydra. Henkryk se convierte en un informante para los alemanes, lo que lo lleva a convertirse en el nuevo de los oficiales polacos.
- Sonia Bohosiewicz como Hanna Kondolewiczowa, la esposa de Henryk. Hannah le dice a su padre que Henryk está ayudando a los alemanes lo que ocasiona que se convierta en el próximo objetivo de la unidad polaca.

### Personajes Secundarios
- Bartosz Zukowski como Waniek, un soldado polaco cuya unidad está en el bosque.
- Alan Andersz como Rudzielec, un soldado polaco cuya unidad está en el bosque.
- Andrzej Zielinski como el teniente Lt. Mak, un soldado polaco cuya unidad está en el bosque.
- Grzegorz Wojdon como Szumlas.
- Jacek Strama como Ludwina.
- Jerzy Nowak como Wiarus.
- Krzysztof Kola como Bialas.
- Alicja Bienicewicz como la madre de Kondolewiczowa.
- Witold Debicki como el padre de Kondolewicz.
- Dariusz Starczewski como Hind.
- Dariusz Chojnacki como un prisionero alemán que es asesinado al inicio por Otter.
- Andrzej Mastalerz como un cocinero.
- Anna Guzik como una intérprete.
- Karol Pochcec.
- Wojciech Skibinski.
- Sebastian Stegmann como un oficial alemán atrapado en el paracaídas.

## Producción
La película fue dirigida y escrita por Marcina Krzyształowicza. Contó con los productores Krzysztof Gredzinski y Malgorzata Jurczak, en la música con Michal Wozniak, en la cinematografía Arkadiusz Tomiak y en la edición Adam Kwiatek y Wojciech Mrówczynski.
La película fue filmada en Rytro, Malopolskie y en Slomniki en Polonia.

## Premios y nominaciones
| Año  | Categoría               | Premio                         | Nominado                              | Resultado |
| ---- | ----------------------- | ------------------------------ | ------------------------------------- | --------- |
| 2013 | Best Actor              | Eagle Award                    | Marcin Dorocinski                     | Nominado  |
| 2013 | Best Actress            | Eagle Award                    | Weronika Rosati                       | Nominada  |
| 2013 | Best Supporting Actor   | Eagle Award                    | Maciej Stuhr                          | Nominado  |
| 2013 | Best Supporting Actress | Eagle Award                    | Sonia Bohosiewicz                     | Nominada  |
| 2013 | Best Director           | Eagle Award                    | Marcin Krzysztalowicz                 | Nominado  |
| 2013 | Best Screenplay         | Eagle Award                    | Marcin Krzysztalowicz                 | Nominado  |
| 2013 | Best Film               | Eagle Award                    | Obława                                | Ganó      |
| 2013 | Best Cinematography     | Eagle Award                    | Arkadiusz Tomiak                      | Ganó      |
| 2013 | Best Sound              | Eagle Award                    | Barbara Domaradzka y Piotr Domaradzki | Ganaron   |
| 2013 | Best Costume Design     | Eagle Award                    | Magdalena Rutkiewicz                  | Ganó      |
| 2012 | Main Competition        | Golden Frog Award              | Arkadiusz Tomiak                      | Nominado  |
| 2012 | -                       | Grand Prix des Amériques Award | Marcin Krzysztalowicz                 | Nominado  |